# Metagyrinus
Metagyrinus – rodzaj wodnych chrząszczy z rodziny krętakowatych i podrodziny Gyrininae.

## Taksonomia
Rodzaj opisany został w 1924 roku przez Georga H. A. Ochsa jako Paragyrinus. Nazwa ta była jednak zajęta wcześniej i pod obecną nazwą umieścił go w 1955 roku Per Brinck. Gatunkiem typowym jest Paragyrinus sinensis. Rodzaj ten stanowi grupę siostrzaną dla rodzaju Aulonogyrus.

## Morfologia
Rodzaj zbliżony wyglądem do rodzaju Aulonogyrus. Różni się słabiej trójpłatowatą tylną krawędzią przedostatniego tergitu, silniej podłużną tarczką i podłużnymi rzędami pokryw tworzącymi podłużne, wąskie rowki i stosunkowo płaskie międzyrzędy.

## Rozprzestrzenienie
Gatunki znane są dotąd z północy Indii, Nepalu, Laosu i południa Chin.

## Systematyka
Opisano dotąd 3 gatunki:
- Metagyrinus arrowi (Régimbart, 1907)
- Metagyrinus sinensis (Ochs, 1924)
- Metagyrinus vitalisi (Peschet, 1923)